# Station Schaanwald
Station Schaanwald was een station in het dorp Schaanwald, gemeente Mauren (in het noorden van Liechtenstein). Het was een van de vier stations van Liechtenstein. Het station lag aan de spoorlijn Feldkirch – Buchs.